# Неделник
„Кириакодромион, сиреч Неделник“ (или само „Неделник“ или „Софроние“) е първата печатна книга на новобългарски език. Съставена е от Софроний Врачански и издадена през 1806 г. в румънския град Римник (днес Ръмнику Вълча). От няколкото завършени съчинения на Софроний, това е единственото, което той успява да отпечата. Книгата представлява сборник от 94 неделни и празнични проповеди и поучителни слова, събрани върху 530 страници хронологично по реда на годишните празници, за които се отнасят. Софронието е оформено като внушителна за времето си книга, съдържа ксилографии и орнаменти, а някои от екземплярите включват и списък със спомоществователите.
Както и други творби на Софроний, и „Неделникът“ има характер на компилация на преводи от гръцки език. Това твърди Александър Теодоров-Балан, според когото прототип на книгата е „Кириакодромион“ на гръцкия богослов Никифорос Теотокис, издадена за първи път през 1796 г. в Москва и препечатана в Букурещ през 1803 г. Тази теза е застъпвана и популяризирана в българската наука и от Боян Пенев. Според изследователя на Софрониевото творчество П. Атанасов, авторът е почерпил вдъхновение и от руски старопечатни книги като „Учителното евангелие“ на Иван Фьодоров, препечатвано в Русия няколко пъти през 17 и 18 век.
Всяка от проповедите в „Неделника“ следва една и съща структура: 1. евангелски текст, 2. тълкувание и 3. (невинаги) поучение. В тълкуванията и поученията се откриват лично привнесени виждания на Софроний, които правят връзка между евангелските текстове и моралистичните му идеи, както и връзката с манталитета на българите от 18 и началото на 19 век.
„Неделникът“ претърпява още три издания до Освобождението: през 1856 г. в Нови Сад, през 1865 г. в Букурещ, през 1868 г. в Белград. До 1937 г. е препечатван още 5 пъти.

## Други
На „Неделник“ е наречена улица в квартал „Драгалевци“ в София (Карта).